# Neolophonotus destructor
Neolophonotus destructor là một loài ruồi trong họ Asilidae. Neolophonotus destructor được Londt miêu tả năm 1988. Loài này phân bố ở vùng nhiệt đới châu Phi.